# Johann Karl von Herberstein

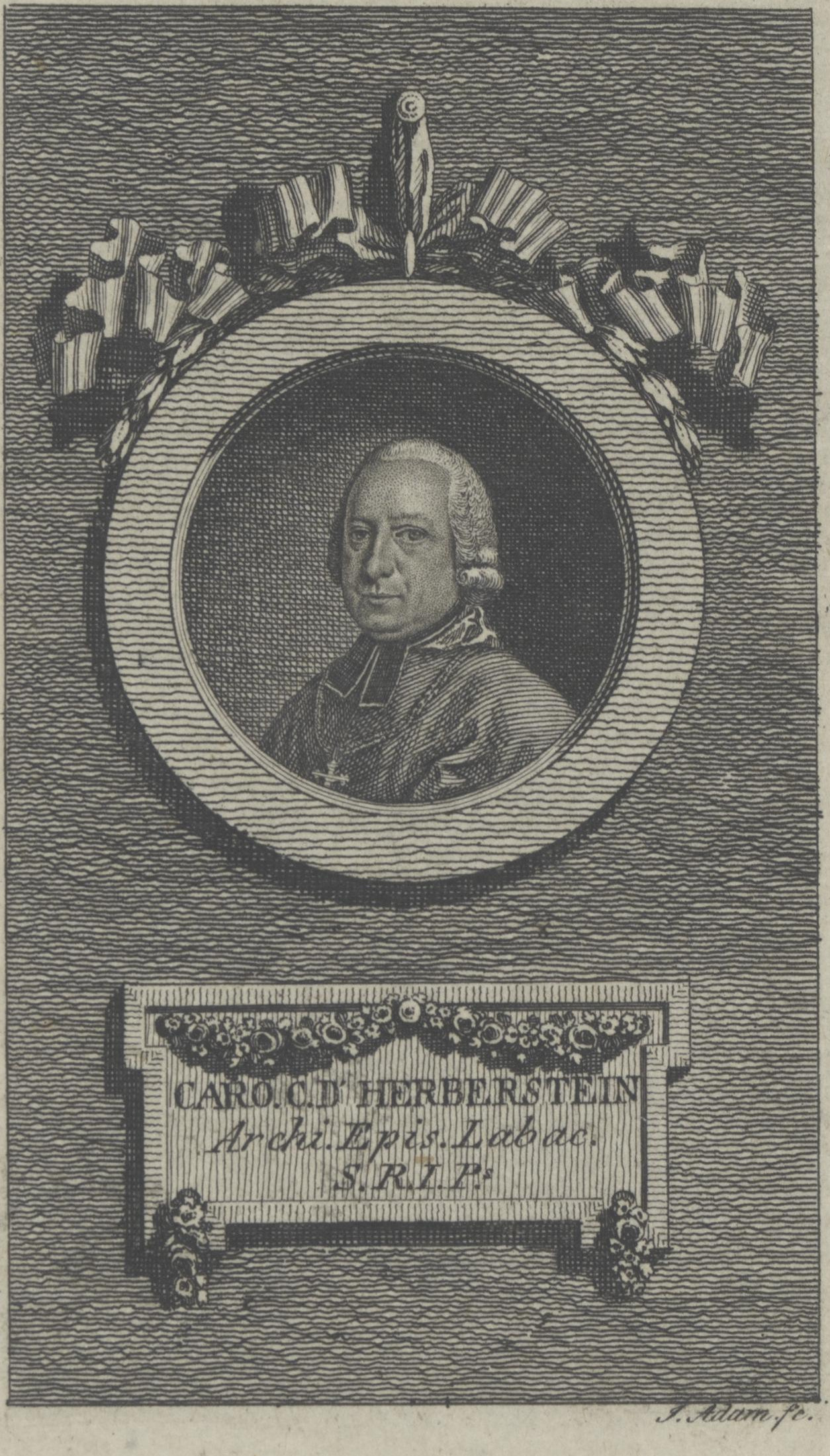
Johann Karl von Herberstein

Johann Karl Reichsgraf von Herberstein (* 7. Juli 1719 in Graz; † 7. Oktober 1787 in Laibach) war Bischof von Laibach.

## Leben

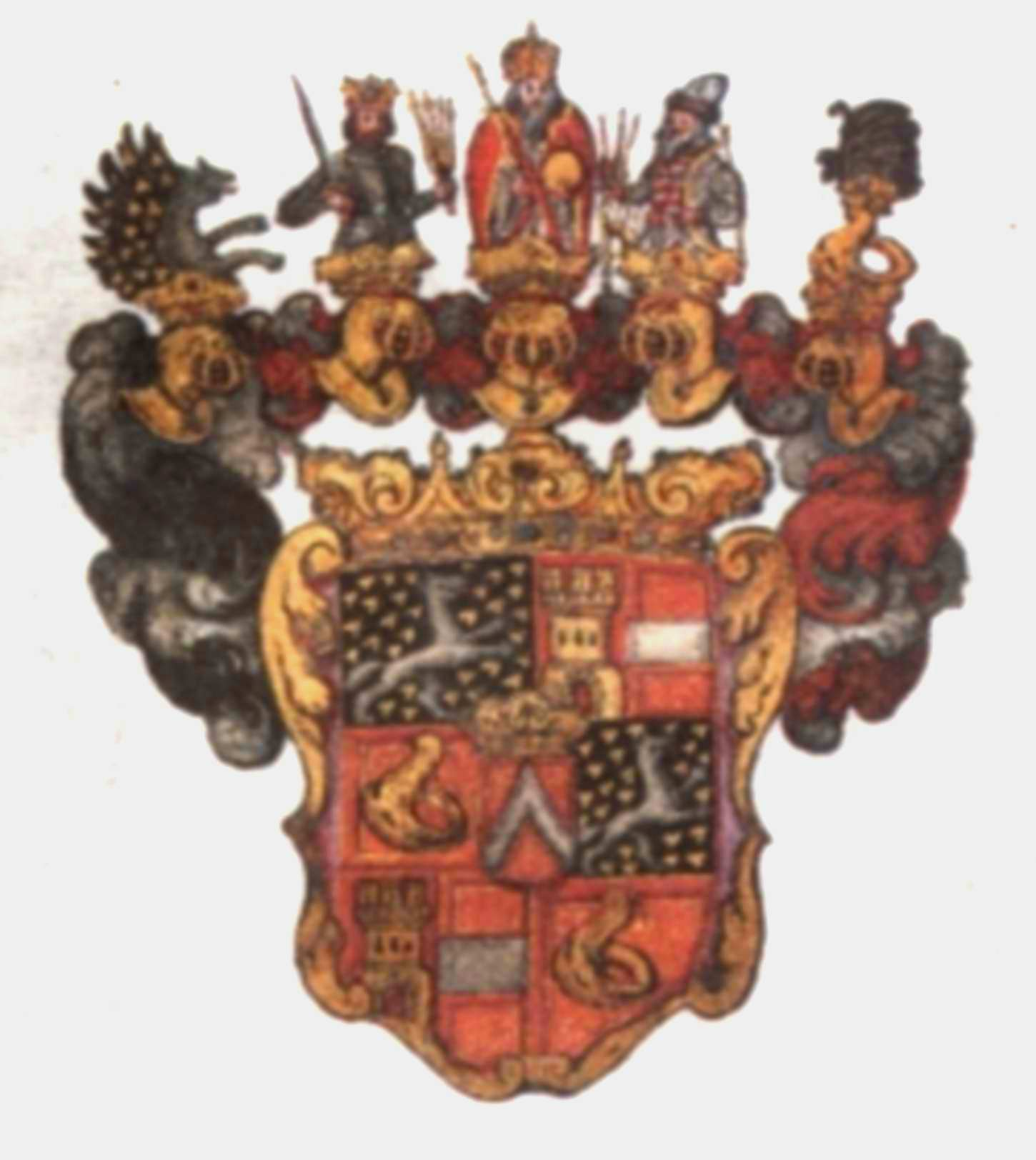
Familienwappen Herberstein

Seine Eltern waren der steiermärkische Landeshauptmann Johann Ernst von Herberstein (1671–1746) und Maria Dorothea, Tochter des Grafen Franz Adam von Dietrichstein und der Rosa Theresia von Trauttmansdorff. Johann Karl studierte Theologie an der Universität Salzburg. Am 8. Juni 1743 wurde er in Salzburg zum Priester geweiht und erhielt eine Domherrenstelle in Trient. Am 20. November 1769 wurde er zum Koadjutor des Laibacher Bischofs Leopold Josef von Petazzi und gleichzeitig zum Weihbischof in Laibach und Titularbischof von Myndus ernannt. Die Bischofsweihe erfolgte im Jahre 1770 durch Bischof Petazzi.
Nach dem Tod des Bischofs Petazzi 1772 wurde Karl Johann von Herberstein dessen Nachfolger als Bischof von Laibach. Die Einweisung in das Amt erfolgte am 5. Dezember 1772.
Während seiner Amtszeit unterstützte er die kirchenpolitischen Reformen Kaiser Josefs II. Er setzte sich für die Diözesanregulierung Innerösterreichs ein, deren Ziel es war, die geographischen und bevölkerungspolitischen Gegebenheiten des Landes zu berücksichtigen. Er visitierte die Landpfarreien und unterstützte die kulturellen und geistigen Bedürfnisse der Minderheiten. Er veranlasste die Übersetzung religiöser Literatur in die Krainer Landessprache und forderte Toleranz in religiösen Dingen. 1782 verfasste er einen Hirtenbrief, in dem er die Probleme und Konflikte zwischen Staat und Kirche deutlich zur Sprache brachte.
Papst Pius VI. widersetzte sich jahrelang dem Wunsch Kaiser Josefs II., Laibach zum Erzbistum und damit Johann Karl Herberstein zum Erzbischof zu erheben. Der Papst lehnte die Josephinischen Reformen ab und missbilligte die Haltung des Bischofs, der zu den Verfechtern der Reformen gehörte. Die Verhandlungen zwischen dem Wiener Hof und der Kurie zogen sich jahrelang hin. Herberstein starb 1787 und vererbte sein Vermögen der Normalschule und dem Armeninstitut.